# フルートとピアノのためのソナチネ (デュティユー)
フルートとピアノのためのソナチネ(Sonatine)は、アンリ・デュティユーが作曲したフルートとピアノのための小品(ソナチネ)である。初期の作品に分類されるが、フルート奏者には重要なレパートリーとして多く演奏されている。

## 概要
1942年(一説には1943年)に、デュティユーが当時フランス国立放送合唱団の指揮者に就任し、また作曲家としてまだデビューし始めた頃に作曲された小品で、母校のパリ音楽院の課題曲として作曲されたものである。
全体は無調を基調としているが、柔軟なテンポを始めとする旋法(モード)の使用や、独特のリズムが散見されており、情感豊かに作られている。フルートの音域を多く活用したカデンツァも存在する。

## 構成
全3楽章からなるが、いずれも各楽章は短いため単一楽章と看做すことも可能である。演奏時間は約9分。
- 第1楽章 アレグロ
- 第2楽章 アンダンテ
- 第3楽章 アニメ

全体は休みなく演奏される。